# Интегральный национализм

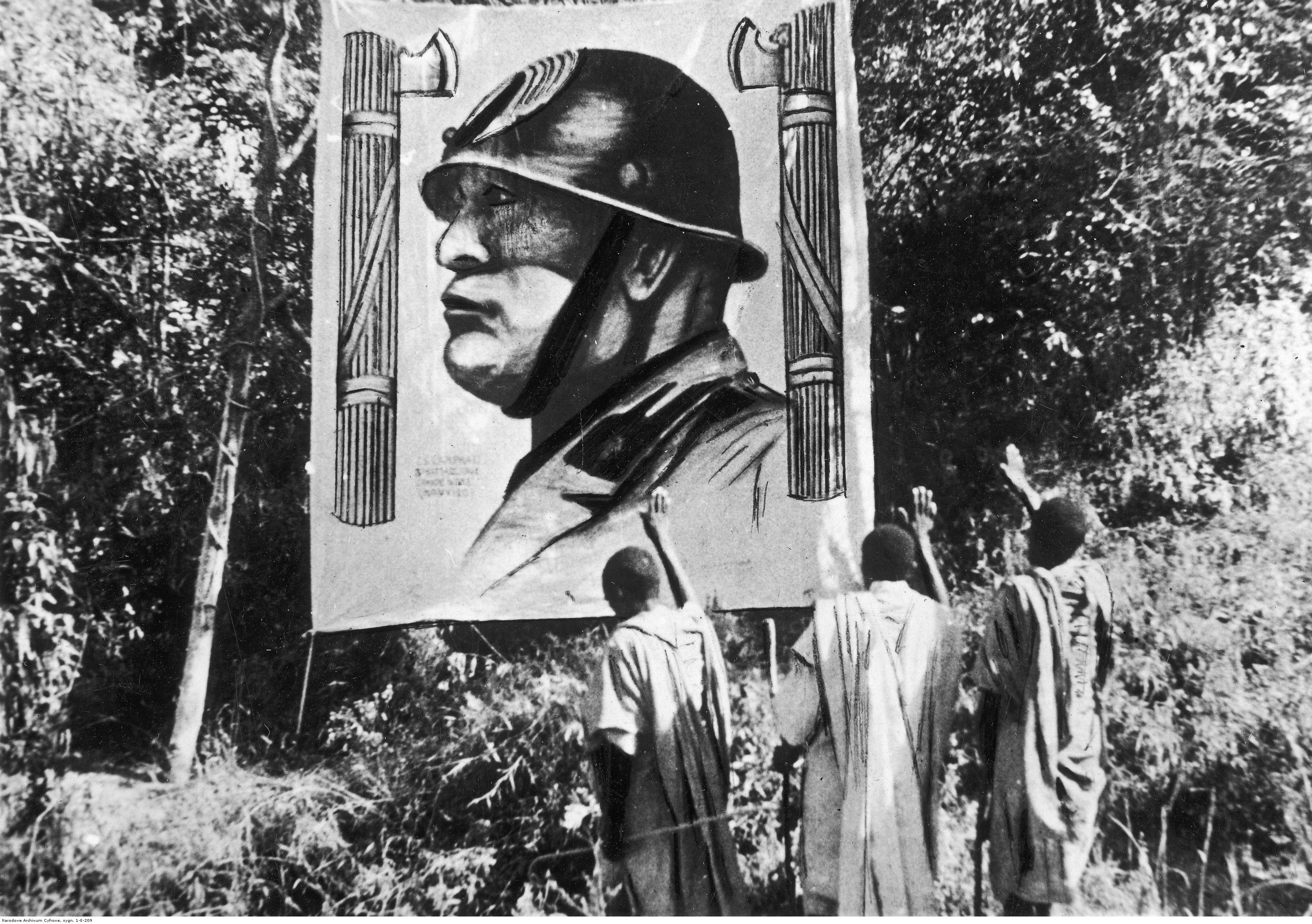
Плакат с Бенито Муссолини в Итальянской Восточной Африке, 1935

Интегральный национализм (от фр. nationalisme intégral) — авторитарный национализм, рассматривающий нацию как органическое целое и требующий безоговорочного подчинения личности интересам своей нации, которые ставятся выше интересов любой социальной группы, других наций и человечества в целом.

## Толкования
Интегральный национализм — один из пяти видов национализма (наряду с якобинским, либеральным, традиционным, экономическим), как определил в 1928 году Карлтон Хейз (англ. Carlton Hayes) в своей книге «Историческая эволюция современного национализма». Шарль Моррас (1868—1952) и Морис Баррес (1862—1923) первыми чётко определили принципы интегрального национализма, который отбрасывал принципы гуманного либерализма как устаревшие и призывал к быстрым решительным действиям ради национальных интересов. Моррас и Баррес, ставшие в 1899 году соучредителями движения «Аксьон франсез», выступали за Францию только для французов, причём для лояльных, коренных французов-католиков.
Шарль Моррас заявлял: «Настоящий националист ставит свою страну превыше всего». Он также проповедовал благодетельность наследственной монархии и католицизма, утверждая превосходство «латинской расы» над другими народами.
Интегральный национализм характеризуется нелиберальным, тоталитарным подходом к общественным устоям: все граждане, согласно его идеологам, должны подчиняться одним и тем же нормам и правилам и разделять общий энтузиазм, а все личные свободы должны подчиняться идее национализма. При этом интегральные националисты отказываются от сотрудничества с другими нациями.
Питер Альтер в своей книге «Национализм» рассматривал «интегральный национализм» в противопоставлении «национализму Рисорджименто» (от итал. il risorgimento — возрождение, обновление — историографический термин, обозначающий период борьбы за политическое объединение Италии). Если «национализм Рисорджименто» характеризует нацию, стремящуюся создать государство (например, Греция, Италия, Германия, Польша и Сербия в XVII столетии), то интегральный национализм появляется уже после того, как нация обрела независимость и создала государство.
Согласно Альтеру, нацистская Германия и фашистская Италия представляют собой образец интегрального национализма. Интегральный национализм может проявляться в форме радикального экстремизма, реакционной (правой) идеологии и как агрессивно-экспансионистский милитаризм.
Интегрализм как таковой — вера в то, что общество органично, имеет свою социальную иерархию и связано взаимодействием между различными социальными классами. Интегральный национализм порой пересекается с фашизмом и нацизмом, однако имеет естественные различия.
Сам Карлтон Хейз считал, что особый, мессианский вариант интегрального национализма расцвёл и в России периода революций 1917 года, впоследствии трансформировавшись в национализм Советского Союза; истоки же интегрального национализма он видел во взглядах Огюста Конта (который видел в качестве основного фактора политической организации силу) и Ипполита Тэна.

## Интегральный национализм и власть
Интегральный национализм проявляется там, где сильный милитаристский дух в ходе борьбы за независимость ещё более укрепляется и общество приходит к выводу, что после достижения независимости для обеспечения порядка, безопасности и жизнеспособности нового государства необходим авторитарный правитель и/или милитаризация государства. Успех освободительной борьбы приводит к возникновению чувства национального превосходства, которое, в свою очередь, может приводить к появлению шовинизма, экстремального национализма или догматического имперского шовинизма. Интегральные государства по своей природе тоталитарны — правительство или государство доминирует в большинстве или во всех сферах общества.

## По странам

### Украина
После Первой мировой войны украинские националисты в Галиции приняли форму национализма, известную как «интегральный национализм». Согласно этой идеологии, нация считалась высшей абсолютной ценностью, более важной, чем социальный класс, региональное происхождение, личность, религия и т. п. С этой целью членов Организации украинских националистов призывали «пробивать себе дорогу во все сферы национальной жизни», такие как государственные учреждения, общество, село и семья. Политика рассматривалась как дарвинистская борьба между нациями за выживание, что делало конфликт неизбежным и оправдывало любые средства, которые привели бы к победе своей нации над другими. В этом контексте сила воли считалась более важной, чем разум, а война прославлялась как выражение национальной жизнеспособности.
Интегральный национализм стал мощной силой в Европе в 1920—1930-е годы. Концептуализация этой идеи в ОУН была особенной в некоторых смыслах. Поскольку украинцы была безгосударствены и окружены более могущественными соседями, акцент на силе и войне выражался в террористических актах, а не в открытых военных действиях, а незаконность прославлялась. Поскольку у украинцев не было государства, которому они могли бы поклоняться или служить, акцент делался на «чистом» национальном языке и культуре, а не на государстве. Имел место и фантастический романтизм, в котором неискушенное неприятие разума было более спонтанным и искренним, чем циничное неприятие разума немецкими или итальянскими интегральными националистами.
ОУН рассматривала Украинскую грекокатолическую церковь как конкурента и осуждала католических лидеров как полицейских информаторов или потенциальных доносчиков, церковь отвергала интегральный национализм как несовместимый с христианской этикой. Конфликт между ОУН и Церковью ослаб в конце 1930-х гг.